# Troup, Texas
Troup là một thành phố thuộc quận Smith, tiểu bang Texas, Hoa Kỳ. Năm 2010, dân số của xã này là 1869 người.

## Dân số
- Dân số năm 2000: 1949 người.
- Dân số năm 2010: 1869 người.